# مایکل زاسلو
مایکل زاسلو (انگلیسی: Michael Zaslow؛ ۱ نوامبر ۱۹۴۴ – ۶ دسامبر ۱۹۹۸) یک هنرپیشه اهل ایالات متحده آمریکا بود.
از فیلم‌ها یا برنامه‌های تلویزیونی که وی در آن نقش داشته است می‌توان به شهاب‌وار و هفت دقیقه در بهشت اشاره کرد.